# Steven Ng-Sheong Cheung
Steven Ng-Sheong Cheung ( /tʃ ʌ ŋ / ; * 1. prosince 1935) je americký ekonom pocházející z Hongkongu, specializující se na transakční náklady a vlastnická práva v návaznosti na přístup nové institucionální ekonomiky . Veřejné slávy dosáhl ekonomickou analýzou čínské politiky „otevřených dveří“ po 80. letech. Ve svých studiích ekonomie se zaměřuje na ekonomické vysvětlení založené na pozorování v reálném světě (přístup založený na pozorování). Je také prvním, kdo v Číně představil koncepty z Chicagské ekonomické školy, zejména cenovou teorii . V roce 2016 Cheung prohlásil, že během své akademické kariéry napsal „1 500 článků a 20 knih v čínštině“.
Doktorát z ekonomie získal na UCLA, kde ho učili američtí ekonomové Armen Alchian a Jack Hirshleifer . V letech 1969 až 1982 učil na katedře ekonomie na Washingtonské univerzitě a poté v letech 1982 až 2000 na Hongkongské univerzitě . Během tohoto období Cheung reformoval osnovy hongkongského zkoumání ekonomiky na A-levelu a přidal pojmy postulátu omezené maximalizace, metodiky, transakčních nákladů a vlastnických práv, z nichž většina pochází z teorií chicagské školy .

## Život
Hakka z Huiyang, původem z Kuang-tung  narozený v Hongkongu v roce 1935, uprchl v roce 1941 do Číny kvůli japonské okupaci Hongkongu . V letech 1959 až 1967 studoval ekonomii na UCLA a připravoval disertační práci. V letech 1967 až 1969 se věnoval postdoktorandskému výzkumu na univerzitě v Chicagu, kde analyzoval nájem akcií a variabilní alokaci venkovských půdních zdrojů. Poté, co při debatě zapůsobil na Miltona Friedmana, byl najat jako asistent profesora. V roce 1969 se přesunul na University of Washington, kde vyučoval až do roku 1982. Na radu několika přátel, včetně Ronalda Coaseho, se vrátil do Číny jako profesor na univerzitě v Hongkongu, aby v zemi podpořil ekonomické reformy.
Na rozdíl od moderních ekonomů hlavního proudu se Cheungova analýza nespoléhá na pokročilé matematické techniky, ale pouze na dva základní stavební kameny teorie cen: jeden je axiom omezené maximalizace a druhý zákon poptávky (ten, který již zahrnuje zákon zmenšování) mezní výnosy). Jedním z omezení, které nejvíce zdůrazňuje, jsou transakční náklady (nebo lépe nazývané institucionální náklady).
Jeho teorie o nájmu akcií zlepšila chápání smluvního uspořádání, které neoklasičtí ekonomové do značné míry ignorovali. Podle Cheunga není sharecropping nutně vykořisťovatelský. Dosáhne stejné efektivní alokace jako trhy práce v rámci konkurence a nulových transakčních nákladů (Cheung, 1968). Za přítomnosti transakčních nákladů může být sharecropping efektivní snížením nákladů na monitorování mzdových smluv a zvýšením výhod sdílení rizik ve vztahu k nájemním smlouvám (Cheung, 1969).
Tato implikace je revoluční; sharecropping byl roky vnímán jako podřadné uspořádání. Po vydání The Fable of The Bees již naše vnímání externalit není stejné: pokud jsou jasně definována odpovídající vlastnická práva, nebo pokud jsou transakční náklady nulové, mohou být externality internalizovány prostřednictvím soukromého vyjednávání/smluvního ujednání bez vládního zásahu.
V roce 1983 publikoval Cheung pravděpodobně svůj nejdůležitější článek v časopise „Smluvní povaha firmy“. Přestože společnost nelze snadno definovat, Cheung ji interpretuje jako druh smluvního ujednání, které se používá k nahrazení trhu (tj. Cenový mechanismus) ke snížení transakčních nákladů (např. Nákladů na vyhledávání cen). Cheung kdysi prohlásil, že když dopsal článek, věděl, že se z něj stane dílo, které vydrží celé generace a bude se číst i o sto let později. Tedy „spatřil oblohu a zasmál se.“ 

## Kritika
Vítězové Nobelovy ceny jako Ronald Coase  a Joseph E. Stiglitz  uznali na svých přednáškách o Nobelově ceně intelektuální provokaci Cheungem. [Chybí citace Coase]. Zatímco Stiglitz hovořil o Cheungově „brilantním a udatném pokusu“ dokázat, že při pěstování podílu nezáleží na pobídkách pracovníků, přisuzoval Cheungovy „ nerozumné předpoklady, zejména týkající se informací “, které ho motivovaly k rozvoji teorií role informací v ekonomii.

## Život a praktický výzkum
Steven Cheung je vysoce respektován pro svou hlubokou oddanost svému výzkumu. Aby pochopil jevy v reálném životě, osobně se zabýval mnoha ekonomickými aktivitami, jako je chov ryb, prodej citrusových plodů, kontrola ropného průmyslu a smlouvání o ceně starožitností. Kritizoval izolaci většiny ekonomů od problémů v reálném životě.
Mimo akademický svět je Steven Cheung nejznámější svými četnými spisy zaměřenými na lidové publikum, zejména na čínskou veřejnost. Je také známý právě pro jeho slavný vtip; v roce 1969 napsal článek „Irving Fisher a Rudé gardy“, publikovaný v renomovaném časopise Journal of Political Economy, ironicky argumentující, že aktivity Rudých gard v Číně pramenily z použití „rafinovaného konceptu kapitálu“. Bez vědomí čtenářů byl článek napsán pod značnou emocionální bolestí; jeho blízký přítel, mistr ve stolním tenise Rong Guotuan, právě spáchal sebevraždu poté, co byl mučen Rudými gardami.
Cheung udržoval celoživotní přátelství s bývalými mentory Ronaldem Coase a Miltonem Friedmanem. Doprovázel Friedmana na mnoha cestách po Číně a byl přítomen, když se Friedman setkal s čínským vůdcem Zhao Ziyangem, aby diskutovali o ekonomických reformách.
Cheung byl také vášnivým fotografem. Pořídil nejznámější fotografii Miltona Friedmana, která byla uvedena na obálce Friedmanova pojednání Kapitalismus a svoboda .

## Příspěvek k ekonomice a ekonomickému rozvoji Číny
Cheungův příspěvek k ekonomice a ekonomickému rozvoji Číny lze zhruba rozdělit do následujících oblastí:
1. Nová institucionální ekonomie
  1. jak různé druhy smluvního ujednání ovlivňují transakční náklady, které neoklasičtí ekonomové často ignorují
  2. uvědomit si význam transakčních nákladů (jak Cheung ve svých spisech často zmiňuje, pokud neexistují žádné transakční náklady (původní výchozí bod převzatý Coase), není rozdíl v použití různých institucionálních uspořádání (např. trh nebo vláda)).
  3. povaha firmy (vláda je do určité míry pevná a v některých oblastech může být efektivnější než trh),
2. Metodologie
  1. důraz na ekonomické vysvětlení (podle Cheunga je ekonomické vysvětlení pouze cílem studia ekonomie);
  2. analýza relevantních a pozorovatelných omezení reálného světa (tradice Adama Smitha);
  3. klesající křivka poptávky (neoklasická tradice);
  4. teorie musí být potenciálně vyvratitelné, ale dosud nevyvrácené (Cheung považuje mnoho konceptů hlavního proudu za nepozorovatelných, což vede k nezvratné povaze mnoha teorií (jako jsou veřejné služby, sociální péče))
  5. zaměřit se na zachycení základních a relevantních omezení vysvětlujících ekonomické jevy, které by se na povrchu mohly zdát zvláštní a podivné.
3. Ekonomický rozvoj Číny
  1. Značný vliv mezi čínsky mluvící populací (většina jeho děl po roce 1982 je napsána v čínštině);
  2. Predikce čínské institucionální reformy (která byla obecně docela přesná)
  3. Analýza nedostatků v čínských státních podnicích

### Komentáře k modernizaci Číny
Napsal mnoho knih (v čínštině) komentujících čínské modernizační programy z ekonomického hlediska. V 80. letech předpovídal Cheung (a také silně podporoval) ekonomickou transformaci Číny jako tržní ekonomiky. V tomto desetiletí však Čína prošla vážnou inflací, což vedlo k silnému ekonomickému, politickému a sociálnímu napětí.
Po roce 1992 nakonec Čína pokračovala v hospodářských reformách. Steven Cheung tvrdil, že většina jeho předpovědí se splnila. Jedna z jeho hlavních myšlenek, nahrazení státních podniků soukromými podniky, se ukázala být ve výrazném souladu jako velmi konzistentní se směrem čínských politických vůdců a tvůrců politik.
Později, poté, co představitelé Šanghaje zahájili ekonomické reformy, předpovídal, že se právě Šanghaj okamžitě stane jedním z finančních center světa a překoná Hongkong. Předpověď narazila na silný skepticismus, ale ukázalo se, že je v určitém ohledu správná. K 31. lednu 2015 dostihla šanghajská burza tržní kapitalizaci hongkongské burzu. Šanghaj však ještě musí dohnat Hongkong, pokud jde o finanční infrastrukturu, a sen Šanghaje předjet Hongkong se musí ještě plně splnit.

## Právní problémy
V letech 1998 až 2003 měla společnost Stevena Cheunga Steven NS Cheung Inc. dceřinou společnost v Seattlu s názvem Thesaurus Fine Arts, která se specializovala na asijské starožitnosti. Obchod se zavřel, když řada vyšetřovacích zpráv v Seattle Times Archivováno 28. 11. 2007 na Wayback Machine. tvrdila, že mnoho starožitností bylo falešných. [zdroj potřebný] V roce 2004 podal státní státní zástupce ve Washingtonu obvinění z podvodu spotřebitelů proti tezaurskému výtvarnému umění. V roce 2005 se Thesaurus Fine Arts usadil na pokutách, poplatcích za právní zastoupení a restitucích až do výše 550 000 $. Výsledkem bylo, že Cheung byl z případu vyřazen. Cheung popřel vlastnictví tezauru. Tezaurus je dceřinou společností společnosti Steven NS Cheung Inc., tvrdí se však, že Cheung „není úředníkem, ředitelem ani akcionářem“ tezauru.

28. ledna 2003 byl Cheung obžalován federální porotou USA ve třinácti bodech. Obvinění se skládalo ze šesti bodů za podání falešného daňového přiznání k dani z příjmu, dalších šesti bodů za podání nepravdivých zpráv o zahraničních bankovních účtech a jednoho bodu za spiknutí s cílem podvést USA. Cheung byl obviněn z toho, že nehlásil příjmy z hongkongských parkovišť a dalších obchodů. Jako občan USA je Cheung povinen vykazovat příjmy odkudkoli na světě, i když momentálně nepobývá ve Spojených státech. Tento zákon je v jiných zemích neobvyklý a Cheung trvá na tom, že se spoléhal na radu svého daňového poradce, a proto nevěděl, že má nahlásit dotyčný příjem. 
Odborníci uvedli, že neznalost americké daňové politiky je mezi emigranty z USA běžná; americká vláda obecně neprovádí vyšetřování případů, kdy nerezidentům nevykazují zahraniční příjmy. Když jsou pachatelé odhaleni, často jsou jednoduše požádáni, aby nezaplacenou daň odevzdali. Není známo, proč se americká vláda rozhodla Cheunga vyšetřovat a dále stíhat federální porotu; novináři mají podezření na postranní úmysly. 
Cheung, který byl původně profesorem na hongkongské univerzitě, kvůli dohodům o vydávání mezi USA a Hongkongem zůstal od té doby v Číně, zemi, která takové dohody s Amerikou nemá.
Nyní píše knihy a pracuje jako publicista pro čínský web ifeng.com . Příležitostně navštěvuje různé univerzity v Číně.

## Výčet z významných prací

### Disertační práce
- 1969 Theory of Share Tenancy, University of Chicago Press . Přetištěno v červnu 2000 společností Arcadia Press .

### Vybrané knihy pro široké publikum
- 1988 Orange Sellers Say, Sichuan People's Publishing House
- Ekonomické vysvětlení 2001, Arcadia Press, přetištěno v prosinci 2002 společností Arcadia Press
  - Kniha I, The Science of Demand
  - Kniha II, Chování nabídky
  - Kniha III, Volba institucionálních opatření
- 2007 - Ekonomická struktura Číny, Arcadia Press
- Diplomová strategie z roku 2010, Arcadia Press
- 2010 - New Orange Sellers Say, Arcadia Press, dotisk v květnu 2011 společností Arcadia Press
- Ekonomické vysvětlení 2011 (2. vyd. ), Arcadia Press
  - Kniha I, The Science of Demand
  - Kniha II, příjem a náklady
  - Kniha III, přijímání cen a vyhledávání cen
  - Kniha IV, Volba institucionálních opatření
- Ekonomické vysvětlení 2014 (3. vyd. ), Arcadia Press
- Ekonomické vysvětlení 2017 (4. vydání. ), Arcadia Press
  - Kniha I, The Science of Demand
  - Kniha II, příjem a náklady
  - Kniha III, přijímání cen a vyhledávání cen
  - Kniha IV, Obecná teorie smlouvy
  - Kniha V, Státní teorie a teoretická struktura ekonomického vysvětlení

### Vybrané články v časopisech
- 1968 „Práva na soukromé vlastnictví a podílnictví“, Journal of Political Economy, Vol. 76, číslo 6, str. 1107–1122.
- 1969 Transakční náklady, averze k riziku a volba smluvního ujednání, Journal of Law and Economics, sv. 12, číslo 1, str. 23–42.
- 1970 Struktura smlouvy a teorie nevýhradního zdroje, Journal of Law and Economics, sv. 13, číslo 1, str. 49–70.
- 1972 Prosazování vlastnických práv k dětem a Manželská smlouva, Economic Journal, Vol. 82, číslo 326, s. 641–57.
- 1973 The Fable of the Bees: An Economic Investigation, Journal of Law and Economics, Vol. 16, číslo 1, str. 11–33.
- 1974 A Theory of Price Control, Journal of Law and Economics, Vol. 17, číslo 1, str. 53–71.
- 1975 Střechy nebo hvězdy: Uvedené záměry a skutečné dopady vyhlášky o nájemném, ekonomické šetření, svazek 13, vydání 1, str. 1–21.
- 1977 Proč jsou lepší místa „podhodnocená“, Economic Enquiry, svazek 15, číslo 4, str. 513–522.
- 1982 Vlastnická práva k obchodnímu tajemství, Ekonomické šetření, svazek 20, číslo 1, str. 40–53.
- 1983 Smluvní povaha firmy, Journal of Law and Economics, sv. 26, číslo 1, str. 1–26.
- 1995 Ekonomické interakce: Čína ve vztahu k Hongkongu, Současná hospodářská politika, sv. 13, číslo 1, str. 1–9.
- 1996 Simplistic General Equilibrium Theory of Corruption, Contemporary Economic Policy, sv. 14, číslo 3, s. 1–5.
- 1998 Velká transformace Teng Siao-pchinga, současná hospodářská politika, sv. 16, číslo 2, str. 125–35.
- 1998 Prokletí demokracie jako nástroj reformy ve zhroucených komunistických ekonomikách, Současná hospodářská politika, svazek 16, číslo 2, str. 247–49.